# Anke Behmer
Pour les articles homonymes, voir Behmer.
Anke Behmer, née Vater le 5 juin 1961 à Stavenhagen (Mecklembourg-Poméranie-Occidentale), est une athlète est-allemande qui concourait sur l'heptathlon. Elle faisait partie des meilleures spécialistes de cette discipline pendant les années 1980 et le début des années 1990.
Son plus grand succès est sa médaille de bronze aux Jeux olympiques d'été de 1988.

## Palmarès

### Jeux olympiques d'été
- 1984 à Los Angeles ( États-Unis)
  - absente à la suite du boycott des pays de l'Est
- 1988 à Séoul ( Corée du Sud)
  -  Médaille de bronze à l'heptathlon

### Championnats du monde d'athlétisme
- 1983 à Helsinki ( Finlande)
  -  Médaille de bronze à l'heptathlon
- 1987 à Rome ( Italie)
  - 4e à l'heptathlon

### Championnats d'Europe d'athlétisme
- 1982 à Athènes ( Grèce)
  - 4e à l'heptathlon
- 1986 à Stuttgart ( Allemagne de l'Ouest)
  -  Médaille d'or à l'heptathlon